# ايتابيميريم دي كاتشويرو
ايتابيميريم دي كاتشويرو، هو اسم مدينة وعاصمتها، وهي تقع في جنوب مدينة اسبيرتو سانتو بدولة البرازيل على شواطئ نهر اتابرميريم. وهي أكبر مركز اقتصادي في جنوب مدينة اسبيرتو سانتو حيث أنها أكبر وأهم منتج للرخام والجرانيت في البرازيل. ويتواجد بها أكبر شركات الموصلات الداخلية مما جعلها مدينة مترابطة الأرجاء. يبلغ عدد سكانها 203,000 نسمة، وتقع على بعد 164 كيلو متر جنوب مدينة فيتوريا

## ابرز المشاهير من المدينة
- روبرتو كارلوس (مغني)[7]
- ماكسويل أندرادي لاعب نادي برشلونة

## أعلام
- روبرتو كارلوس
- ايديمار فراغا
- ياجو موريرا سيلفا
- رامون موتا
- غوستافو سيلفا كونسيساو